# Klenový troják v Hřebenech
Klenový troják v Hřebenech je památný strom javor klen (Acer pseudoplatanus) v Krušných horách. Roste v prudkém svahu nad pravým břehem Svatavy pod bývalou školou v Hřebenech, částí obce Josefov v okrese Sokolov v Karlovarském kraji. Značně vysoký trojkmenný strom s výraznými kořenovými náběhy má hustou asymetrickou korunu. Tato asymetrie je dána tím, že strom roste na rozhraní okraje louky a hustého lesa. Koruna je vyklenutá do prostoru louky, opačnou stranu omezuje v růstu okraj hustého lesa. Od rozvětvení do tří hlavních kmenů je odvozen název památného stromu. Svoji výškou přesahuje klen okolní stromy.
Koruna stromu sahá do výšky 31 m, obvod kmene měří 506 cm (měření 2017).
Strom je chráněn od roku 2017 jako strom významný vzrůstem a habitem.

## Stromy vokolí
- Hřebenské lípy
- Borovice u Hartenberku
- Smrk pod Hartenberkem
- Borovice u Svatavy
- Jilm u Hřeben